# Golden Cove
Golden Cove és un nom en clau per a una microarquitectura de CPU desenvolupada per Intel i llançada el novembre de 2021. Succeeix quatre microarquitectures: Sunny Cove, Skylake, Willow Cove i Cypress Cove. Es fabrica amb el node de procés Intel 7 d'Intel, abans anomenat 10 nm SuperFin millorat (10ESF).
La microarquitectura s'utilitza en els nuclis d'alt rendiment (P-core) dels processadors Intel Core de 12a generació (nom en codi " Alder Lake ") i els processadors de servidor escalables Xeon de quarta generació (nom en codi " Sapphire Rapids ").

## Història i característiques
Intel va presentar per primera vegada Golden Cove durant el seu Dia de l'Arquitectura 2020, amb més detalls publicats en el mateix esdeveniment l'agost de 2021. De manera similar a Skylake, Intel va descriure Golden Cove com una actualització important de la microarquitectura bàsica, amb Intel afirmant que "permetria el rendiment per a la propera dècada de càlcul". Intel també va descriure Golden Cove com l'actualització microarquitectònica més gran de la família Core en una dècada, amb un augment del 19% en instruccions per cicle (IPC) respecte a Cypress Cove. A l'esdeveniment del 2021, Intel va revelar que les arquitectures Gracemont i Golden Cove s'agruparien en una arquitectura híbrida a les seves CPU Alder Lake per a ordinadors de sobretaula i portàtils. Es va descriure com "el successor de la microarquitectura Sunny Cove de 10 nm d'Intel". També es va anunciar que els nuclis Golden Cove donarien suport a l'hiper-threading, que permet que dos fils s'executin en un nucli."P-cores" basats en Golden Cove signifiquen "performance", mentre que "E-cores" basats en Gracemont signifiquen "eficient".
L'agost de 2021, el disseny de Golden Cove va seguir "el nucli de Willow Cove a Tiger Lake, el nucli de Sunny Cove a Ice Lake i el nucli derivat de Cypress Cove a Rocket Lake".
El gener de 2022, TechRadar va assenyalar que els propers processadors Intel Alder Lake-P, variants mòbils d'Alder Lake amb Golden Cove, podrien utilitzar fins a "sis nuclis Golden Cove amb 12 fils juntament amb vuit nuclis Gracemont amb vuit fils", assenyalant altres permutacions. també eren possibles. A l'abril de 2022, es va informar que Raptor Lake, una "renovació" d'Alder Lake, podria utilitzar els nuclis Golden Cove i Gracemont. També es va informar a l'abril de 2022 que Sapphire Rapids utilitzaria nuclis Golden Cove.

## Millores
Segons AnandTech l'agost de 2021, "Intel veu el Golden Cove com una actualització important de la funció de pas, amb renovacions massives dels blocs de construcció fonamentals de la CPU, fins a arribar a anomenar-la com a permetre el rendiment per a la propera dècada de càlcul AnandTech l'agost de 2021 també va escriure que l'últim nivell similar d'actualitzacions del "nucli frontal" d'Intel va ser Sunny Cove, en comparació amb Willow Cove i Cypress Cove, que a diferència de Golden Cove "eren dissenys més iteratius centrats en el subsistema de memòria.. " Golden Cove va ser descrit com a "canvis gegantins a la part frontal de la microarquitectura", i Intel va descriure aquests canvis com les actualitzacions més grans de la microarquitectura en una dècada, des de Skylake.
La microarquitectura Golden Cove de P-core admet descodificació de sis amples, més alta que les quatre anteriors, i ha dividit els ports d'execució per permetre que s'executin més operacions alhora, permetent un IPC i ILP més alts del flux de treball que es poden aprofitar. Normalment, una descodificació més àmplia consumeix molta més energia, però Intel diu que la seva memòria cau de microoperacions (ara 4K) i la seva interfície s'han millorat prou perquè el motor de descodificació dediqui el 80% del seu temps en potència. "
Intel descriu una sèrie de millores respecte al seu predecessor, Sunny Cove.
- Nou descodificador d'instruccions parcials de 6 amples (de 4 d'ample en microarquitectures anteriors) amb la capacitat d'obtenir fins a 32 bytes d'instruccions per cicle (a partir de 16)
- Microarquitectura de 6 amples més àmplia però descodificador complex eliminat (en comparació amb el disseny anterior de 5 amples 4:1:1:1:1)
- La mida de la memòria cau μOP ha augmentat a les entrades de 4K (des de 2,25 K)
- 12 ports d'execució (de 10)
- Finestra d'instruccions fora de comanda més gran en comparació amb Sunny Cove, amb la mida del buffer de reordenació (ROB) augmentada de 352 a 512 entrades
- Fitxer de registre vector/coma flotant més gran, que es va incrementar de 224 a 332 entrades
- 192 cues de càrrega i 114 botigues (de 128 i 72 a Sunny Cove)
- 1.25 Mida de memòria cau L2 MB per nucli per a processadors de consum i 2 MiB per nucli per a variants de servidor
- 3 MB per nucli cau L3, compartit entre tots els nuclis, inclosos els nuclis E a Alder Lake
- Sumadors de coma flotant dedicats
- Noves extensions del conjunt d'instruccions:
  - PTWRITE
  - Espera en mode d'usuari (WAITPKG): TPAUSE, UMONITOR, UMWAIT
  - Registres arquitectònics de l'última branca (LBR)
  - Traducció d'adreces lineals gestionada per hipervisor (HLAT)
  - SERIALItzar
  - Interfície de retroalimentació de maquinari millorada (EHFI) i HRESET
  - AVX-VNNI
  - AVX-512 amb AVX512-FP16
  - A les CPU Sapphire Rapids del servidor:
    - CLDEMOTE
    - TSX amb TSXLDTRK

## Productes
La microarquitectura s'utilitza en els nuclis d'alt rendiment de la 12a generació de processadors híbrids Intel Core (nom en clau "Alder Lake") i la quarta generació de processadors escalables Xeon (nom en clau "Sapphire Rapids").

## Raptor Cove
Raptor Cove, llançat el 20 d'octubre de 2022 amb processadors Raptor Lake, és una actualització de la microarquitectura Golden Cove amb els canvis següents:
- Augmenta la freqüència fins a 6.0 GHz.
- 2 Memòria cau de MB L2, més que 1.25 MB a la variant d'escriptori principal de Golden Cove. La variant del servidor del nucli anterior Golden Cove ja en tenia 2 memòria cau MB L2 per nucli.
- Nou algorisme dinàmic d'obtenció prèvia.